# Kamali
Kamali est un village de la Commune de Saarde du comté de Pärnu en Estonie.
Au 31 décembre 2011, il compte 42 habitants.